# El Puig (Vilademuls)
El Puig és un cim de 212 metres que es troba al municipi de Vilademuls, a la comarca del Pla de l'Estany.